# Nábrók

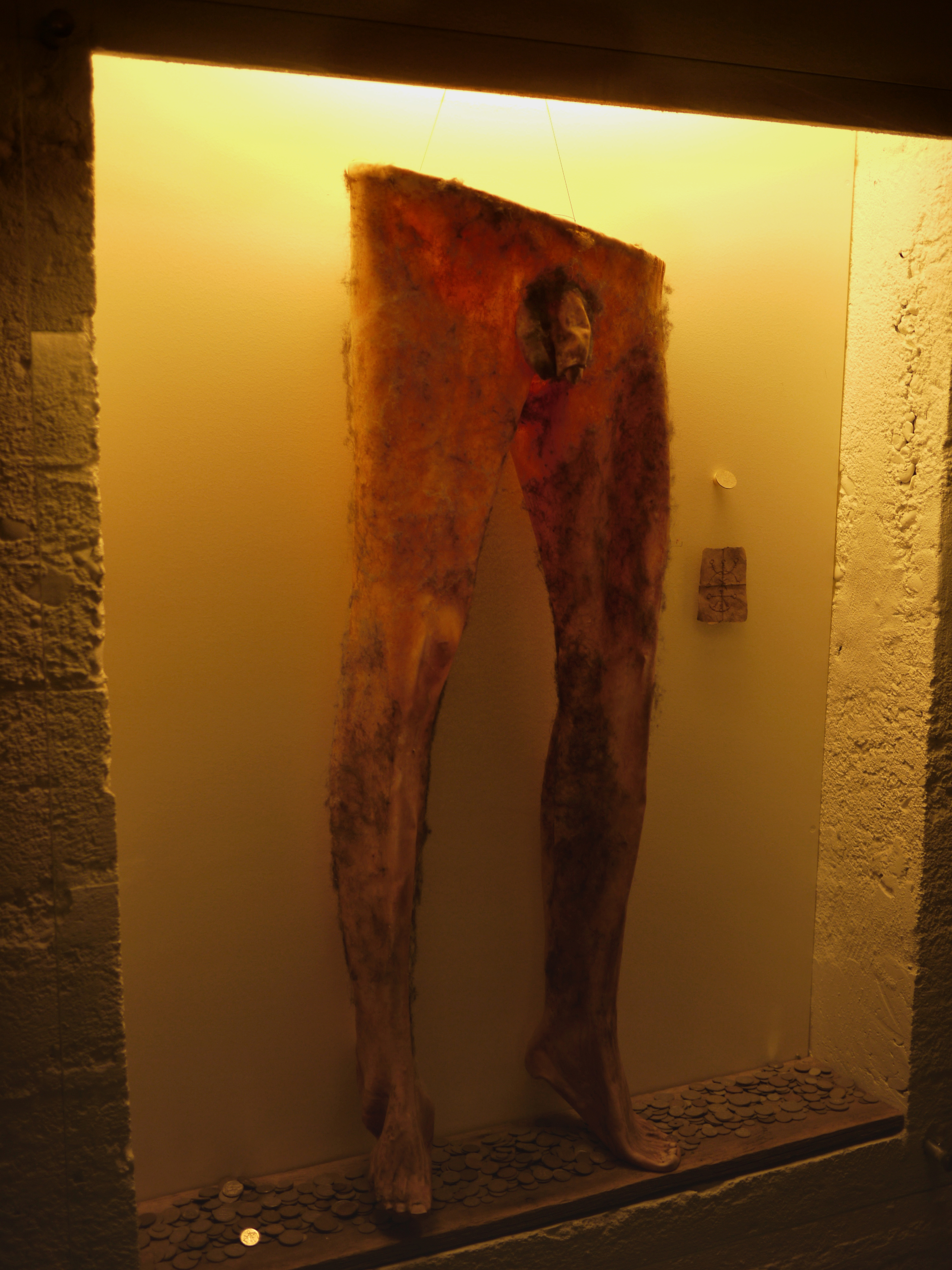
Uma réplica de um par de nábrók no Museu de Feitiçaria e Bruxaria da Islândia. À direita está o símbolo mágico que faz parte do ritual e a seus pés estão moedas.

Nábrók (calcado como necrocalças, literalmente "calças de cadáver") são um par de calças feitas de pele de um homem ou mulher mortos, em quais são acreditados na bruxaria islandesa de ser capazes de produzir um suprimento infinito de dinheiro. É altamente improvável que essas calças tenham existido fora do folclore.

## Ritual

Nábrókarstafur (Stave para Necrocalças)

O ritual para fazer necrocalças é descrito como está a seguir:

Se você quiser fazer suas próprias necrocalças (literalmente; nábrók), você deve obter permissão de um homem vivo para usar sua pele após sua morte.

Depois de ele ser enterrado, você deve desenterrar seu corpo e esfolar a pele do cadáver em um pedaço da cintura para baixo. Assim que você pisar nas calças, elas grudarão na sua própria pele. Uma moeda deve ser roubada de uma pobre viúva e colocada no escroto junto com o sinal mágico, nábrókarstafur, escrito em um pedaço de papel. Consequentemente, a moeda atrairá dinheiro para o escroto para que nunca fique vazio, desde que a moeda original não seja removida. Para garantir a salvação, o dono tem que convencer outra pessoa a se apropriar das calças e entrar em cada perna assim que sair dela. As necrocalças manterão assim a natureza de coleta de dinheiro por gerações.